# تاريخ نادي أرسنال (1886–1966)
تاريخ نادي أرسنال لكرة القدم في الفترة بين 1886 و1966 هو تاريخ النادي منذ تأسيسه مرورًا بفترتي ازدهاره الكبير (من بداية الثلاثينيات وأواخر الأربعينيات إلي أوائل الخمسينيات) وانتهاءً بفترة تدهور احتل خلالها منتصف الجدول في ستينيات القرن العشرين.
تأسس فريق الأرسنال لكرة القدم عام 1886 علي يد مجموعة من العمال في مدينة وولويتش جنوب شرق لندن. في عام 1891 دخل إلي عالم الاحتراف وانضم بعد ذلك بعامين إلي الدوري العام الممتاز.
بعد أن صعد الفريق إلى دوري الدرجة الأولي الممتاز عام 1904، واجه العديد من المشاكل المالية التي أدت به تقريباً إلى الإفلاس عام 1910. في ذلك العام قاد السير هنري نوريس النادي، وبالإضافة إلى أنه قام بتحسين الوضع الاقتصادي للنادي، انتقل الفريق عام 1913 إلي ملعب الأرسنال في هايبري a1d، شمال لندن. بعد الحرب العالمية الأولي، وفي ظل الخلافات المثيرة للجدل، بذل نوريس قصاري جهده ليعيد النادي من جديد لدوري الدرجة الأولي الممتاز.
كان من الضروري انتظار تعيين هيربيرت تشابمان كمدير فني حيث شهد معه الأرسنال أول فترة نجاحه العظيم. قام تشابمان بتطوير وتعديل أساليب التدريب والتكتيك للفريق بحزم، وبذلك فإنه تحت قيادته، وفي ظل قيادة جورج أليسون، الذي خلفه بعد وفاته عام 1934، حقق الأرسنال في الثلاثينيات لقب الدوري الإنجليزي الممتاز خمس مرات ولقب كأس الاتحاد الإنجليزي مرتين.
بعد الحرب العالمية الثانية، واصل توم ويتاكر طريق النجاح، روقاد الفريق لتحقيق لقب الدوري الإنجليزي الممتاز مرتين وكأس الاتحاد الانجليزي مرة واحدة. ولكن بعد وفاة ويتاكر عاني الأرسنال من سوء حظ كبير. ففي عام 1966 احتل الفريق اللندني منتصف الجدول وصام عن البطولات لمدة ثلاثة عشر عامًا كاملة. أدي ذلك إلي الاستغناء عن المدير الفني بيلي رايت وتعيين بيرتي مي الذي أعاد الأرسنال مرة أخرى إلي الانتصارات.

## البداية (1886-1910)
تأسس نادي أرسنال عام 1886 تحت مسمي (Dial Square) علي يد مجموعة من العمال الذين كانوا يعملون في قسم ديال سكوير في مصنع (Royal Arsenal) أرسنال الملكي، وهو مصنع للأسلحة في مدينة وولويتش، جنوب شرق لندن. كان يقود النادي، الأسكتلندي ديفيد دانكسن، الذي اشتري أول كرة قدم في تاريخ النادي، بالإضافة إلي جاك هامبل وفريد بيردسلي حارس مرمي نوتنغهام فورست السابق الذي قام مع موريس بيتس بتوفير قمصان حمراء من ناديهم السابق، الأمر الذي جعل أرسنال يشتهر بالألوان الموجودة اليوم علي قمصان النادي.

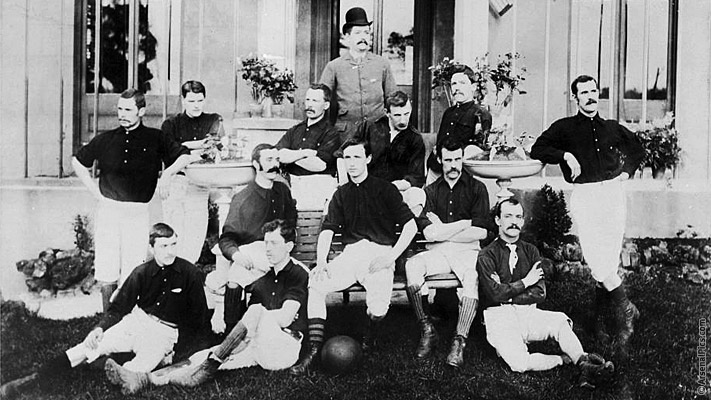
فريق أرسنال الملكي في موسم 1888-1889

لعب فريق أرسنال أول مباراة له في ال 11 من سبتمبر عام 1886 ضد فريق ايسترن وويندررز في ملعب مفتوح في جزيرة الكلاب وفاز بنتيجة 6-0. تغير اسم النادي بعد ذلك بفترة قصيرة ليصبح أرسنال الملكي. في البداية، كان الفريق يلعب في بلمستيد، ولكنه سعي بعد ذلك لتغيير المقر. انتقل الفريق للعب أولا علي ملعب سبورتس مان جراوند في بلمستيد وبعد ذلك انتقل إلي الملعب المجاور له مانور جراوند في عام 1888. ضعف البنية التحتية لملعب مانور جراوند أجبرت النادي علي الانتقال إلي ملعب إنفيكتا جراوند المجاور له في عام 1890، ولكن في عام 1892 عادوا إلي ملعب مانور جراوند بسبب تكاليف الإيجار باهظة الثمن.
في هذه الفترة بدأ فريق أرسنال الملكي الفوز بالبطولات المحلية: مثل كأس كينت سنيور وكأس لندن الخيرية في عام 1889-1890 وكأس لندن سنيور في عام 1890-1891. وفي عام 1889-1890 شارك أيضًا لأول مرة في كأس الاتحاد الإنجليزي. إن الهوة الموجودة بين أرسنال والفرق المحترفة أصبحت مع ذلك واضحة جدًا لدرجة أنها نبهت إلي الخطر الحقيقي بأن يترك بعض اللاعبين الفريق للانتقال إلي الفرق التي ستدفع لهم مزيد من الأموال. بعد مباراة في كأس الاتحاد الإنجليزي في عام 1891 بين ديربي كاونتي وأرسنال، حاول الخصوم وضع اثنين من اللاعبين الهواة من أرسنال تحت عقد احترافي. لهذا السبب، قرر أرسنال الملكي في العام نفسه أن يصبح نادي محترف وأن يغير اسمه ليصبح وولويتش أرسنال.
واجه نادي وولويتش أرسنال في طريقه إلي الاحتراف رفض العديد من الأندية الهواة في جنوب لندن، وذلك بدفع الإتحاد الإنجليزي لكرة القدم بإقصاء أرسنال من المنافسات المحلية. لعب نادي وولويتش أرسنال مباريات ودية وأخرى في كأس الاتحاد الإنجليزي وهي المباريات الوحيدة التي يمثل جزءًا منها، والتي حاول عن طريقها أن يؤسس دوري كرة قدم مثيل له في الجنوب، ولكن باء المشروع بالفشل. بدا مستقبل أرسنال مظلمًا حتي جاء اتحاد الكرة لإنقاذة ودعوته للانضمام إلي الدوري في عام 1893. أصبح أرسنال أول نادي جنوبي ينضم إلي الدوري الممتاز، حيث كان يلعب في البداية في دوري الدرجة الثانية. وردًا علي بعض اللاعبين الهواة في النادي الذين رفضوا الاحتراف وأرادوا فريق من العمال يمثل فقط أرسنال الملكي، تفرقوا لتشكيل نادي مصانع الملكي للمعدات الحربية الذي لم يدم طويلاً.

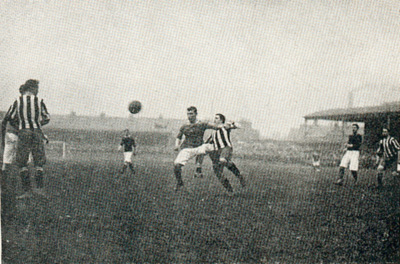
فريق ووليتش أرسنال (بالقمصان الداكنة) يواجه فريق نيوكاسل يونايتد (بالقمصان المخططة) في المباراة نصف النهائية-وهي الاولي في تاريخ النادي- في كأس الاتحاد الإنجليزي علي ملعب فيكتوريا جراوند في ستوك. وقد فاز نيوكاسل بنتيجة 2-0

ظل أرسنال في دوري الدرجة الثانية لأحد عشر موسمًا، محتلاً عادة منتصف الدوري قبل تعيين هاري برادشوا مديرًا فنيًا في عام 1899. نجح برادشوا في الصعود بالفريق إلي دوري الدرجة الأولي الممتاز في عام 1903-1904عن طريق صفقات من الدرجة الأولي مثل حارس المرمى جيمي أشكروفت (أول لاعب انجليزي دولي في الأرسنال) وقائد الفريق جيمي جاكسون. على الرغم من ذلك انتقل برادشوا لتدريب فولهام في مايو 1904 وذلك قبل أن يلعب المدفعجية مباراة واحدة في دوري الدرجة الاولي الممتاز. على الرغم من بعض النتائج الجيدة التي حققها أرسنال كأس الاتحاد الإنجليزي-في الدور قبل النهائي سواء في عام 1905-1906 أو في عام 1906-1907- فإنه لم يكن قادرًا أبدًا علي المنافسة علي اللقب القومي، وأنهي الدوري مرتين فقط متربعًا علي المركز العاشر في دوري الدرجة الاولي ما بين عامي 1904 و 1913.
كانت الأزمة المالية التي كان يمر بها الفريق السبب الرئيس لهذا التراجع. وعلى الرغم من الانتشار الواسع لكرة القدم في أوئل القرن العشرين، إلا أن العزلة الجغرافية للنادي وتمركزه في منطقة ذات كثافة سكانية منخفضة في بلمستيد (والتي كانت آنذاك علي ضواحي مدينة لندن)، سببت له ضعف الإقبال الجماهيري وبالتالي قلة الأرباح. اضطر نادي وولويتش أرسنال التخلي عن نجومه الكبار أمثال أشكروفت، وتيم كولمان، وبيرت فريمان، للوقوف علي قدميه من جديد. أدى ذلك إلى التراجع ببطئ وبشكل قاسٍ نحو مؤخرة الدوري، الأمر الذي عمل بشكل واضح على تفاقم الوضع المالي المتزعزع بالفعل: في الواقع، انهارت نسبة الإقبال على الملعب بصورة كبيرة. وفي نهاية العقد سجل ملعب مانور جراوند نسبة متوسط الإقبال الجماهيري بمعدل حوالي 11.000 متفرج في المباراة الواحدة، وهو أكثر قليلاً عن نصف ما تم تسجيله في عام 1904. كان النادي قريبً من إعلان إفلاسه، وفي عام 1910 دخل في تصفية اختيارية قبل أن تشتريه مجموعة من رجال الأعمال، وكان أكبر مساهم فيها هو القطب السير هنري نوريس، رئيس نادي فولهام.

## الانتقال إلى ملعب هايبري
كان نوريس واع تمامًا بالمشاكل المتعلقة بالموقع الجغرافي للووليتش أرسنال، وعمل بجدٍ لتحسين دخل النادي. حاول نوريس أولاً أن يدمج الووليتش أرسنال مع فريقه الآخر فولهام الذي يمتلكه. بعد أن رفض اتحاد الكرة هذه العملية، تخلي عن فكرة الاندماج وخطط لنقل الفريق إلى مكان آخر، وفي نهاية المطاف اشترى أحد المواقع في هايبري، شمال لندن. وعلى الرغم من اعتراض بعض المشجعين الذين كانوا يقطنون في ووليتش، وبعض المقيمين في هايبري، أكمل نوريس الانتقال بعنادٍ. ووفقًا لما ذكرته بعض الوثائق فإن بناء الملعب الجديد الذي قام بتصميمه أرشيبالد ليتش، علي أرض ملعب كلية لاهوتيه، قد كلف 125.000 استرليني (ما يقرب من 8.2 مليون استرليني في سوق 2005). انتقل الووليتش أرسنال إلي هذا الملعب في فترة ما قبل موسم 1913، بعد أن احتل المركز الأخير وهبط إلي دوري الدرجة الثانية موسم 1912-1913. في أبريل 1914 قام النادي بحذف كلمة «وولويتش» من اسمه، ولكن على الرغم من تسميته رسميًا «أرسنال»، إلا أن الصحافة في ذلك الوقت كانت تشير إليه في البداية غالبًا باسم «الأرسنال».
في عام 1919 صعد النادي مرة أخرى وبشكل مثير للجدل إلي دوري الدرجة الأولي الممتاز، على الرغم من وجوده في المرتبة السادسة فقط موسم 1914-1915، وهو اخر موسم لكرة القدم للمحترفين قبل اندلاع الحرب العالمية الأولي-وعلى الرغم من وجود خطأ في حساب متوسط الأهداف، والذي قام بوضع أرسنال في المرتبة الخامسة، إلا أن اتحاد الكرة قام بإصلاح هذا الخطأ في عام 1975. قرر اتحاد كرة القدم زيادة عدد الفرق المشاركة في دوري الدرجة الأولي من 20 إلي 22 فريق ويتم اختيار الفريقين الجديدين في الاجتماع العام السنوي لاتحاد كرة القدم. حجز نادي تشيلسي آنذاك أحد الأماكن في الدوري، رغم أنه كان صاحب المركز ال 19 دوري الدرجة الأولي وبهذا الشكل فقد هبط إلي الدرجة الثانية; وكان من المفترض أن يقع الاختيار الثاني إما علي توتنهام هوتسبير، صاحب المركز ال 20 وقد هبط هو الآخر، أو علي بارنسلي أو وولفرهامبتون، أصحاب المراكز الثالث والرابع علي التوالي في دوري الدرجة الثانية.

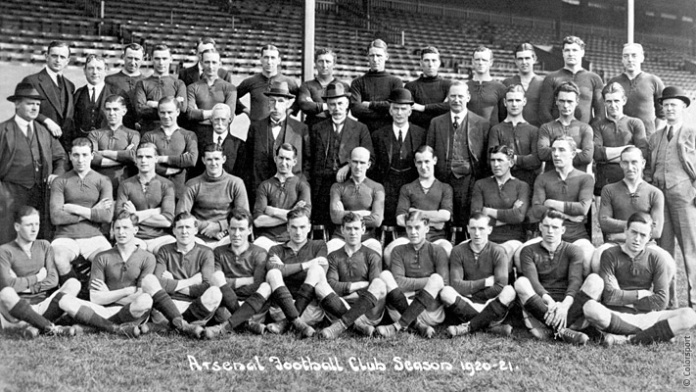
فريق ووليتش أرسنال في موسم 1920-1921،وهي أفضل تشكيلة للفريق تحت قيادة ليزلي نايتون،عندما احتل الفريق المركز التاسع.

قرر اتحاد الكرة الموافقة علي صعود نادي أرسنال، صاحب المرتبة الخامسة، الي دوري الدرجة الاولي لأسباب تاريخية وليس عن جدارة.و أكد نوريس أن الأرسنال كان لا بد أن يصعد إلي دوري الدرجة الاولي «نظرًا لخدمته الطويلة في دوري كرة القدم للمحترفين»، بعد أن كان أول ناد من الجنوب ينضم إلي الدوري. وافق المجلس التنفيذي لاتحاد الكرة علي صعود نادي أرسنال علي حساب منافسه اللدود نادي توتنهام هوتسبير، وقد قام المجلس بالتصويت ب18 صوت مؤيد و 8 أصوات معارضة، الأمر الذي أدي إلي إشعال فتيل العداء القديم مرة أخرى بين الناديين. وقد تم تسريب أن القرار جاء نتيجة اتفاقات سرية أو فساد حقيقي تورط فيه السير هنري نوريس، بالتواطؤ مع صديقه جون ماكينا، رئيس نادي ليفربول واتحاد كرة القدم، الذي أيد بقوة صعود أرسنال في اجتماع الجمعية العمومية السنوي.
لم يثبت قط أن نوريس قد اقترف أعمال آثمة، على الرغم من أن الجوانب الأخرى المتعلقة بالعمليات المالية الخاصة به، والتي ليس لها علاقة بالخلاف الذي يدور حول صعود أرسنال، قد أثارت التكهنات حول هذه المسألة. استقال نوريس من منصبه كرئيس وترك النادي في عام 1929، عندما أدانه اتحاد كرة القدم بارتكاب مخالفات مالية.و ثبت أنه قد أساء استخدام بعض مزايا النفقات وقام بسرقة أرباح بيع حافلة فريق أرسنال. ظل الأرسنال منذ ذلك الوقت في دوري الدرجة الاولي الممتاز، حيث يحمل الرقم القياسي باعتباره صاحب أكبر صمود متواصل في الدوري الممتاز.
كان الانتقال الي ملعب هايبري يعني وفود حشد جماهير أكبر. في الواقع، كانت نسبة متوسط عدد جمهور الأرسنال في ملعب هايبري في الموسم الأول 23.000 متفرج (وهي نسبة أكبر بكثير مقارنةً بنسبة 11.000 متفرج في ملعب مانور جراوند)، بل وارتفعت أيضًا هذه النسبة بعد صعود الأرسنال عام 1919، مبتعدًا أخيرًا عن شبح الإفلاس. ومع ذلك لم تكلل عودة الأرسنال إلي الدوري الممتاز بالنجاح علي الفور. فتحت قيادة ليزلي نايتون لم يختتم الفريق أبدا بطولة الدوري فوق المركز التاسع وفي موسم 1923-1924 كان قريبًا من العودة إلي دوري الدرجة الثانية، حيث أنهي الدوري في المركز ال 19 بفارق نقطة واحدة عن منطقة الهبوط. لم يقم الأرسنال بتحقيق نتائج أفضل ف الموسم التالي، واحتل المركز ال20 (على الرغم من تمركز الفريق في موقع أكثر طمأنينة من الجدول، وبفارق سبع نقاط عن منطقة الهبوط). كان بالنسبة لنوريس ذلك كافيًا لإقالة المدير الفني ليزلي وتعيين المدرب هدرسفيلد تاون هربرت تشابمان.

## عهد تشابمان (1925-1934)
قام تشابمان بتجديد العديد من أنشطة النادي، على سبيل المثال قام بتجديد أساليب التدريب الرياضي وتقنيات العلاج الطبيعي، وإضافة الأرقام إلي قمصان اللاعبين في أغسطس 1928، ثم قام بتغيير ألوان الفريق بإضافة أكمام بيضاء إلي القمصان الحمراء في مارس 1933. وأصر تشابمان أيضاً علي أن تحذف الصحافة أداة التعريف من اسم النادي، ليصبح ببساطة «أرسنال»، وقاد حملة كبيرة لإعادة تسمية المحطة المحلية لمترو الأنفاق من «طريق غيليسبي» لتصبح محطة قطار أنفاق أرسنال. وفي الوقت نفسه استطاع تشابمان أن يوفر ميزانية كبيرة لحملة الانتقالات من العائدات الضخمة للملعب الجديد.و أثر تغيير مسار القيادة بقرار من هنري نوريس ليكون في البداية رئيس حذرًا ولكن بعد ذلك قرر استثمار مبالغ طائلة لشراء لاعبين جدد.

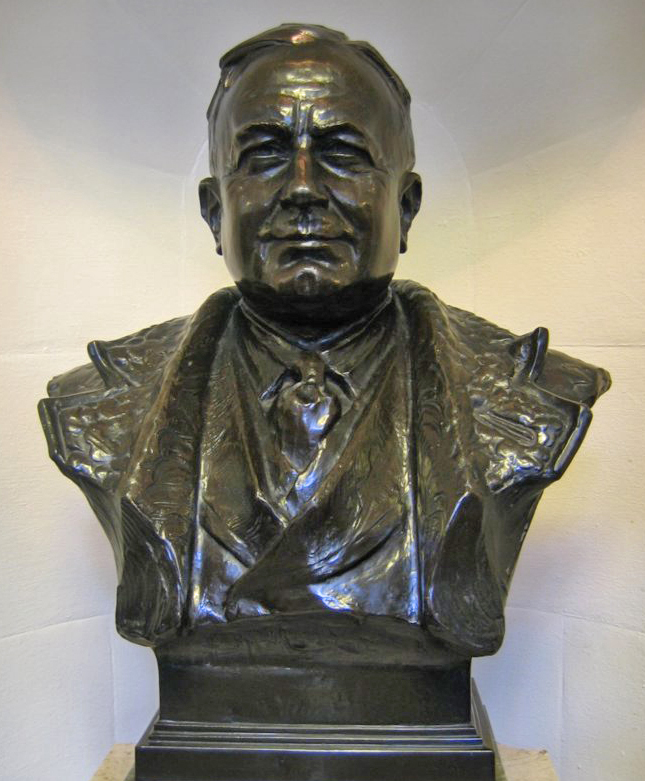
تم تخليد إنجازات هيربيرت تشابمان من خلال وضع تمثال نصفي من البرونز في مدخل البهو الرخامي لإستاد الأرسنال.

كانت أول عملية شراء يقوم بها تشامبان هي استقدام اللاعب المخضرم تشارلي بوشان من سندرلاند، الذي لعب دورًا حاسمًا أيضًا خارج الملعب. وبعد هزيمة الأرسنال بنتيجة 7-0 ضد نيوكاسل يونايتد في أكتوبر 1925، اقترح الفريق تغيير في التشكيلة بطريقة تسمح بالتعامل مع قاعدة التسلل بشكل أفضل. وكان التعديل يتمثل في تمركز الفريق وفقًا لشكل الهرم WM، وتعزيز الدفاع بالتراجع إلي خط الوسط الخلفي وانتقال مدافعي الوسط علي الأطراف. وعلي مدي السنوات طور تشابمان كذلك من شكل الفريق، مركزًا علي ضرورة وجود خط هجوم سريع، وأطراف تقطع في العمق، ولاعب خط وسط مهاري يستطيع المراوغة بالكرة بمهارة.
احتل الأرسنال المركز المركز الثاني في أول موسم له مع تشابمان عام 1925-1926. كان ذلك أفضل إنجاز حتي تلك اللحظة في تاريخ النادي، ولكنه كان حدثًا فرديًا. في حقيقة الأمر، احتل الفريق في المواسم اللاحقة المراكز القريبة من منتصف الجدول، بينما كان تشابمان منشغلًا بتشكيل فريق قادر علي المنافسة، فقام بعقد صفقات هامة مثل شراء الجناح جو هولم، والمهاجم جاك لامبرت والمدافعين توم باركر وهيربي روبرتس. في موسم 1926-1927 وصل الأرسنال إلي أول نهائي له في كأس الاتحاد الإنجليزي في تاريخه، الذي خسره بنتيجة 0-1 ضد كارديف سيتي، بعدما عبرت كرة تبدو سهلة من بين أيدي دان لويس، حارس مرمي أرسنال، لتسكن بعد ذلك الشباك، وهي الحالة الوحيدة في التاريخ التي لم يفز فيها نادي إنجليزي بكأس الاتحاد الإنجليزي.
لم يتثبط تشابمان وتابع بناء الفريق، وقام بالتوقيع مع ايدي هابجود قائد الفريق في المستقبل، وثلاثة من أكبر المهاجمين في تاريخ النادي، ديفيد جاك، وأليكس جيمس، وكليف باستن. تميز علي وجه الخصوص، أليكس جيمس، صانع ألعاب أرسنال في وسط الملعب، والذي كان يقوم بعمل تمريرات حاسمة لخط الهجوم والأطراف واشتهر بأنه محرك الفريق اللندني. بعد ثلاث سنوات علي أول نهائي في كأس الاتحاد الإنجليزي، بلغ الأرسنال نهائي ويمبلي موسم 1929-1930، وهذه المرة كان ضد فريق تشابمان القديم،هدرسفيلد تاون. ظلت هذه المباراة عالقة في الأذهان بسبب انزعاج اللاعبين من الطنين المتواصل للمنطاد الألماني الضخم، غراف زيبلين، ولكن لاعبي أرسنال لم يشتتهم ذلك الضجيج، وفازوا بالمبارة بنتيجة 2-0 وسجل الأهدف جايمس ولامبرت، وهكذا حصل الفريق علي أول بطولة هامة في تاريخ النادي.
كان ذلك أول نجاح للأرسنال منذ عشر سنوات، وفي تلك الفترة كان من الممكن أن يصبح النادي المهيمن في انجلترا. حصل الفريق علي درع الدوري الممتاز لأول مرة موسم 1930-1931، وكان صاحب أداء متميز في السباق علي اللقب الغني بالأهداف مع أستون فيلا، حيث قام بانتصارات كبيرة (فقد انتصر علي بلاكبول بنتيجة 7-1، وفاز بنتيجة 7-2 ضد ليستر سيتي، و 9-1 ضد غريمسبي تاون، ويظل هذا الرقم القياسي لأعلي رقم). فاز الأرسنال باللقب قبل جولتين من انتهاء المسابقة واختتم الموسم بتسجيله 127 هدفًا (وهو تفوق آخر للفريق)، على الرغم من أن أستون فيلا تمكن من تسجيل 128 هدف، وهو عدد من الاهداف لا يزال أعلي رقم قياسي من الأهداف التي تم تسجيلها في موسم واحد في دوري الدرجة الأولي الإنجليزي.
في الموسم التالي، وصل الأرسنال مرة أخرى إلي نهائي كأس الاتحاد الإنجليزي، وخسر بشكل مثير للجدل ضد نيوكاسل يونايتد. بعد التقدم بنتيجة 1-0 بفضل هدف لبوب جون، وصل نيوكاسل إلي شباك الأرسنال بعد كرة طويلة تجاوزت خط المرمي ليبعدها بعد ذلك حارس المرمي.قام جناح نيوكاسل جيمي ريتشاردسون بعد ذلك بتمرير الكرة إلي وسط المنطقة ثم أحرز جاك ألين هدف التعادل لنيوكاسل. وتكررت اللعبة نفسها في الشوط الثاني، لتصبح النتيجة 2-1. تضاعفت جروح الأرسنال حيث أن ايفرتون كان مسيطراً علي المنافسة علي اللقب موسم 1931-1932. في الحقيقة، نظراً للبداية السلبية في ذلك الموسم، اضطر الفريق اللندني إلي مطاردة المنافسين معظم الموسم، الذي أنهاه بفارق نقطتين عن صدارة القائمة.
استعاد الفريق اعتباره في العام اللاحق، عندما وضع في خزانته لقب الدوري للمرة الثانية. بعد أن بدأ الموسم بشكل سئ، قام بسلسلة كبيرة من الانتصارات التي سمحت له بالوصول ثم تجاوز منافسه أستون فيلا بنتيجة 5-0 في ملعب هايبري في أبريل، في المباراة التي أعلنت فوز الأرسنال. ومع ذلك، بدأت علامات السن تظهر علي الصفقات الأولي لتشابمان، وهكذا بنظرة مستقبلية قام تشابمان بتصعيد جورج مالي إلي الفريق الأول بدلاً من توم باركر وقام بتوقيع راي بودين ليحل محل ديفيد جاك. كانت النقطة السوداء الوحيدة في ذلك الموسم هي الهزيمة الفاضحة من نادي والسول في كأس الاتحاد الإنجليزي، وهو نادي يلعب في دوري الدرجة الثالثة في الشمال. تغيب عن ذلك اللقاء أربعة لاعبين أساسيين بسبب الإصابة أو بسبب الأنفلونزا وحل محلهم لاعبين احتياطيين.ولكن على الرغم من غياب هؤلاء الستة، خسر الأرسنال بنتيجة 2-0 في واحدة من أكبر الأحداث المفاجأة في تاريخ كأس الاتحاد الإنجليزي. منح تومي بلاك، أحد اللاعبين الاحتياط، ضربة جزاء لصالح والسول ليحرزوا بذلك الهدف الثاني، ليقوم تشابمان الغاضب ببيعه إلى نادي بليموث أرجايل بعد اسبوع واحد فقط من هذه المباراة، بينما انتقل تشارلي والش، لاعب احتياطي آخر، إلي نادي برينتفورد بعد أسبوع آخر. كانت هذه الفترة غنية بالانتصارات حيث فاز النادي بأربعة دروع خيرية (كأس السوبر الإنجليزي) في الفترة في الفترة ما بين 1930 و 1934، فاز بهم جميعًا ما عدا درع واحدة موسم 1932 حيث لم ينافس الأرسنال علي هذه البطولة نظرًا لأنه لعدم فوزه ببطولة الدوري ولا أيضًا بكأس الاتحاد الإنجليزي.